# Dessislawa Dimitrowa
Dessislawa Dimitrowa (bulgarisch Десислава Димитрова, englische Transkription Desislava Dimitrova; * 19. Juni 1972 in Sofia) ist eine ehemalige bulgarische Sprinterin.
Bei den Leichtathletik-Weltmeisterschaften 1993 in Stuttgart erreichte sie über 100 m das Viertelfinale. 1994 wurde sie bei den Leichtathletik-Halleneuropameisterschaften in Paris Fünfte über 60 m. Bei den Leichtathletik-Europameisterschaften in Helsinki kam sie über 100 m das Halbfinale und gewann mit der bulgarischen Mannschaft Bronze in der 4-mal-100-Meter-Staffel.
Bei den Olympischen Spielen 1996 in Atlanta schied sie mit der bulgarischen Stafette im Vorlauf der 4-mal-100-Meter-Staffel aus.
1994 und 1998 wurde sie bulgarische Meisterin über 100 m. In der Halle holte sie von 1993 bis 1995 dreimal den nationalen Titel in Folge.

## Persönliche Bestzeiten
- 60 m (Halle): 7,25 s, 12. März 1994, Paris
- 100 m: 11,25 s, 2. Juli 1994, Sofia